# Gazi Husrev-beg
Gazi Husrev-beg (osm. غازى خسرو بك) (ur. 1480, zm. 1541) – osmański sandżakbej Bośni w latach 1521–1525, 1526-1534 i 1536-1541, wnuk sułtana Bajazyda II. Przyczynił się do rozbudowy Sarajewa, z jego inicjatywy wzniesiono m.in. istniejący do dnia obecnego meczet, miał również wkład w osmańską ekspansję w Chorwacji.
Urodził się w Seresie jako syn Selçuki, córki sułtana Bajazyda II i bośniackiego muzułmanina Ferhada.
Został mianowany sandżakbejem Bośni 15 września 1521 roku. Zdobył wiele chorwackich miast, m.in. Knin, Skradin, Udbinę i Požegę. Odegrał istotną rolę w pokonaniu chrześcijańskiej armii podczas bitwy pod Mohaczem 29 sierpnia 1526 roku.
Z jego inicjatywy wybudowano w Sarajewie meczet, był założycielem medresy oraz biblioteki. Jemu też Sarajewo zawdzięczało zbudowanie łaźni, bazaru, gospód czy fontann.
W 1541 roku wyruszył w celu stłumienia powstania serbskiej szlachty. Po stoczeniu wielu potyczek zginął w walce pod wsią Mokro.
Został pochowany w türbe na dziedzińcu wzniesionego przez siebie meczetu w Sarajewie.

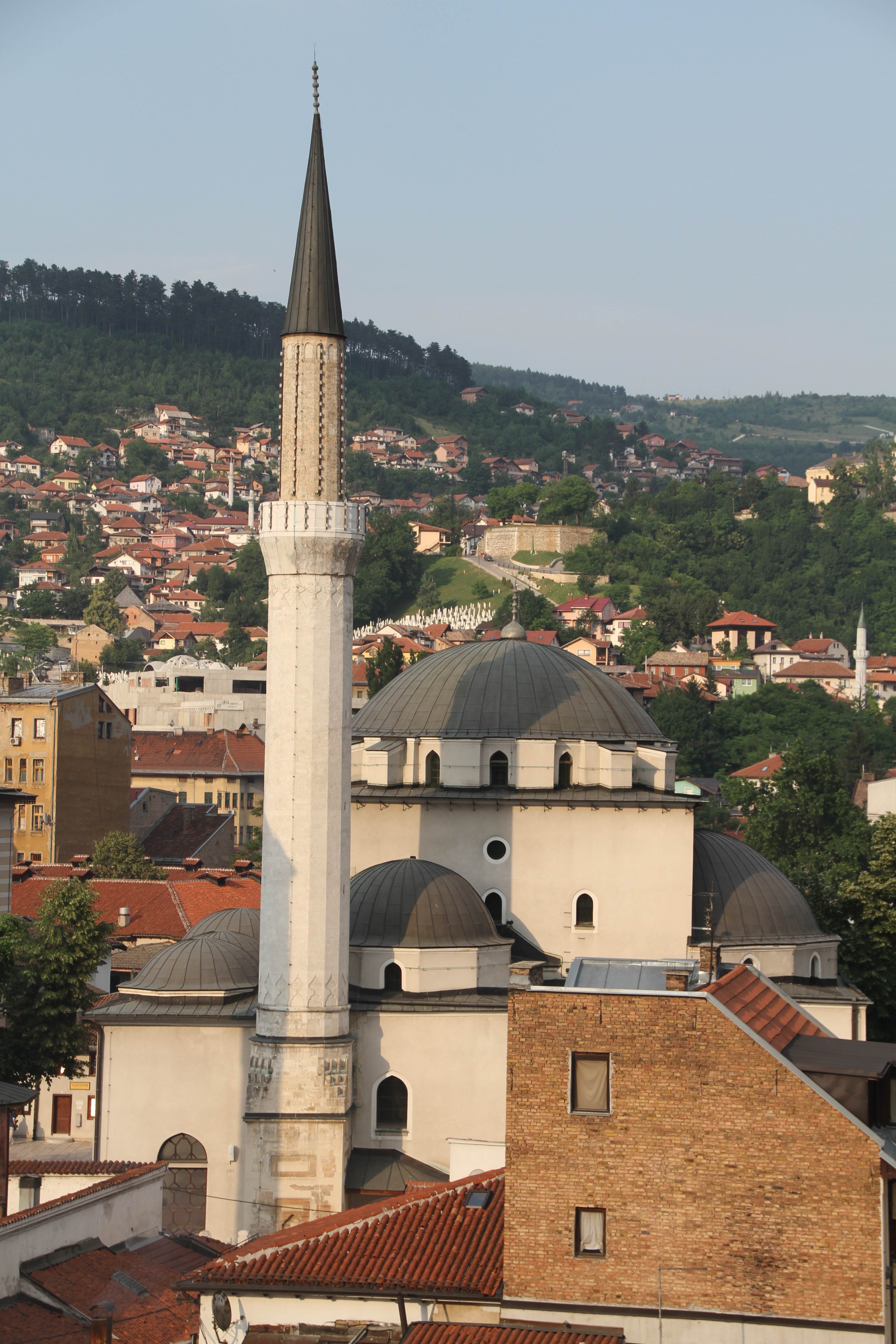
Meczet Gazi Husrev-bega w Sarajewie
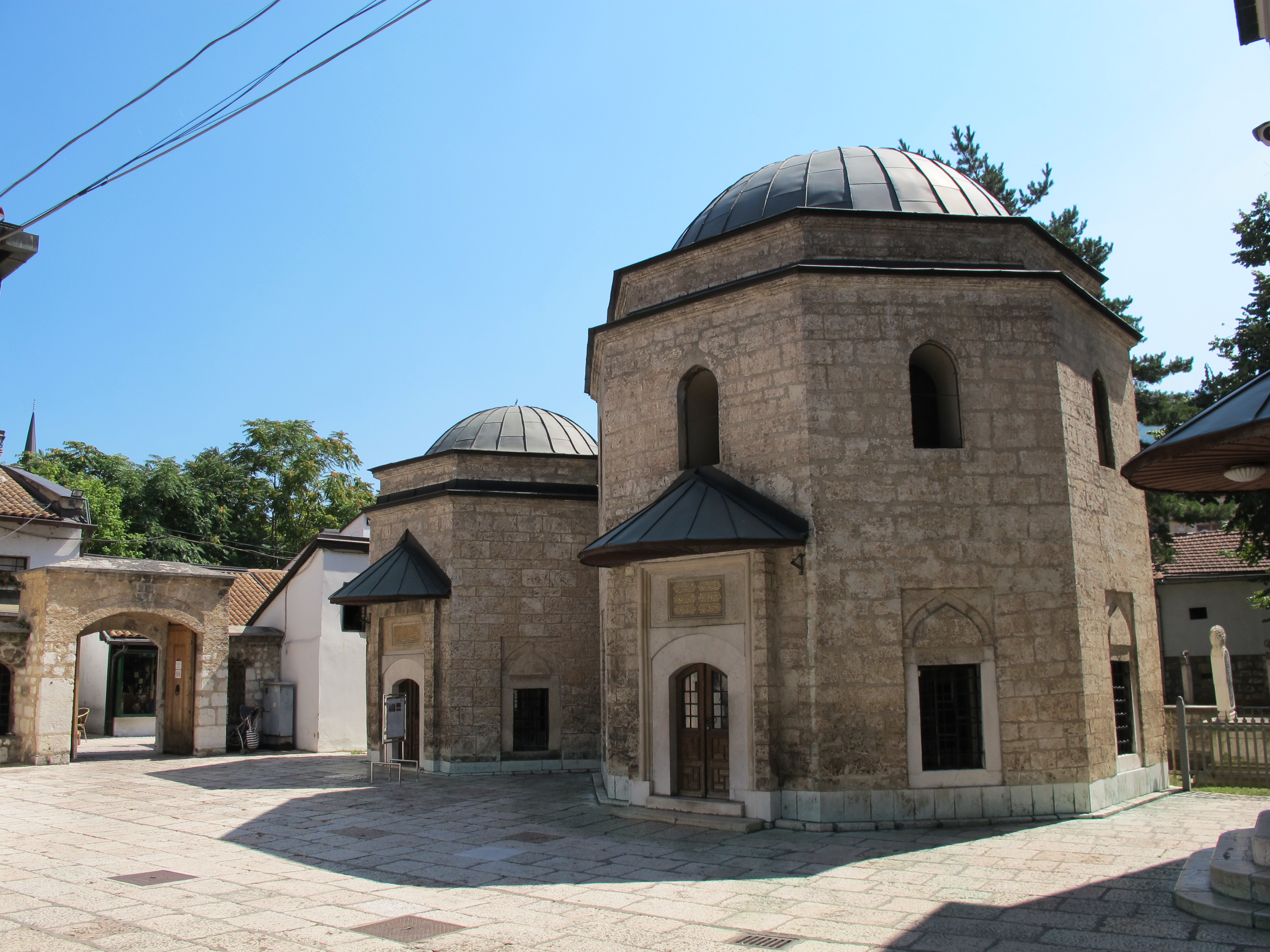
Türbe Gazi Husrev-bega
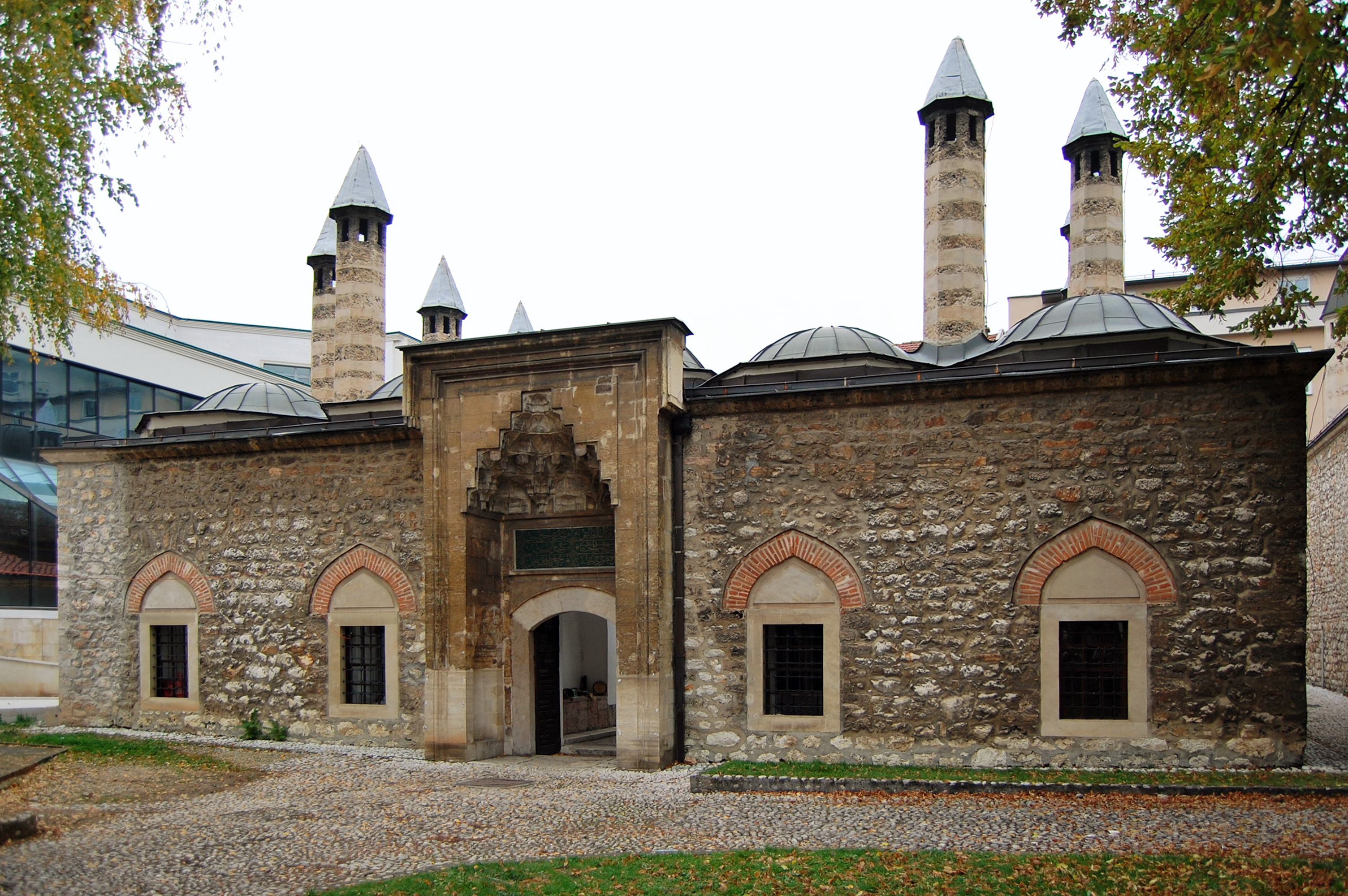
Medresa Seldžukija w Sarajewie
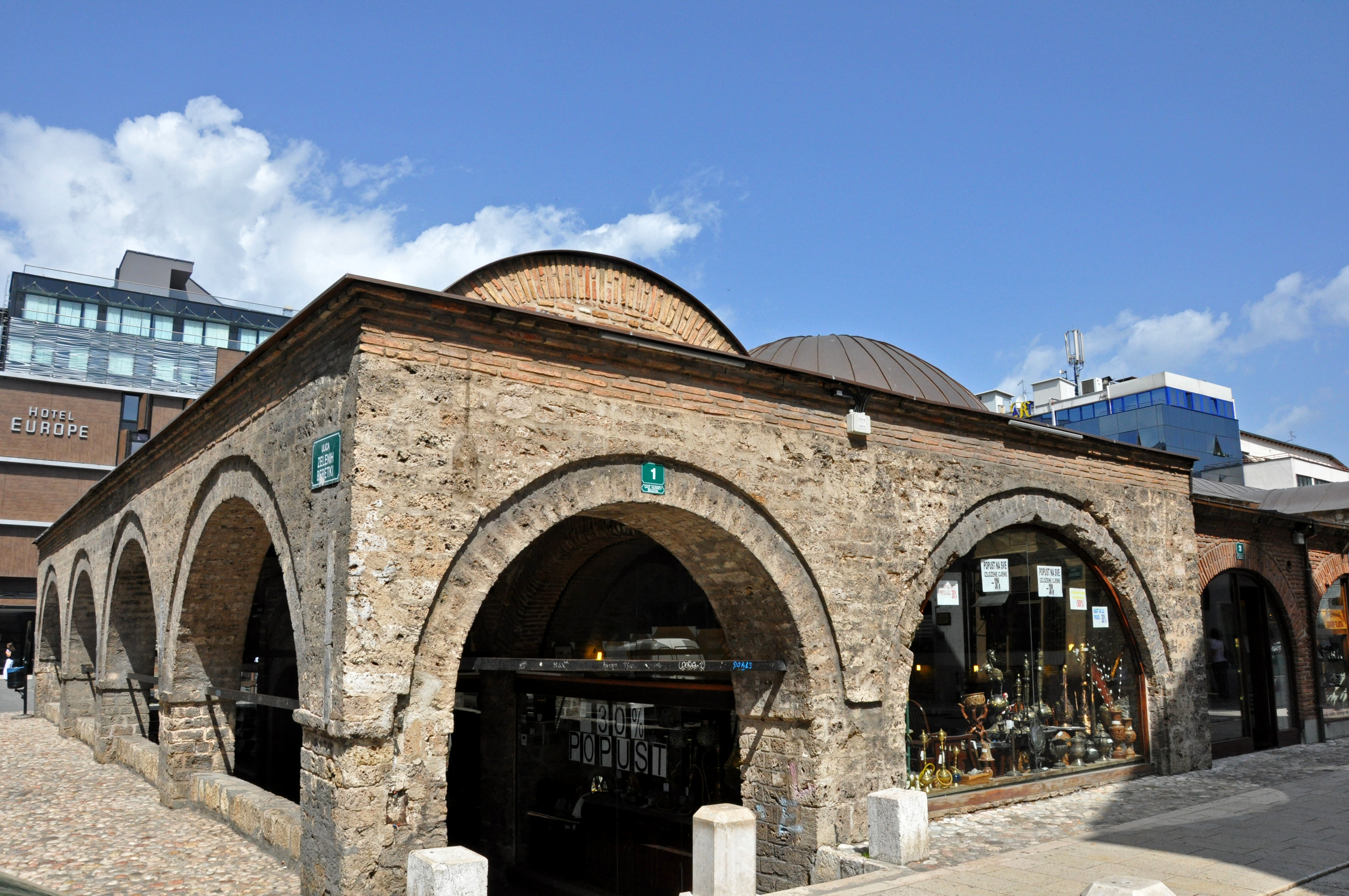
Bazar Gazi Husrev-bega